# マウンテン・ツリーイング・ファイスト
マウンテン・ツリーイング・ファイスト（英：Mountain Terring Feist）とは、アメリカ合衆国原産のツリーイング・ドッグである。

## 歴史
19世紀頃作出された犬種で、山岳部で生活している人々にとっては非常に貴重な作業犬として大切にされていた。ファイスト種のツリーイング・ドッグの為食事量は少なく、えさ代もあまりかからないので貧しい人にも好んで飼育されていた。通常は小型獣やアライグマをツリーイングするのに使われているが、クマなどの大型獣も相手にすることもあった。
かつては人気があり、猟犬としてたくさん飼われていたが、20世紀後半にはアメリカ国内の経済状況が良くなって食料も手に入りやすくなった。それに伴って本種の必要性も低下し、頭数も減少してしまった。しかし、山で暮らす人々の命を背負い、猟犬として働いてくれた事に感謝の気持ちを表す愛好家たちの手により1984年に犬種クラブが設立されて犬種の保護とブリーディングが積極的に行われるようになり、頭数をかなり回復する事が出来た。現在は実猟犬としてだけでなくペットとしても飼育されている。
ちなみに、マウンテン・ツリーイング・ファイストはもともと能力を重視して改良・繁殖が行われてきたため、サイズや外見にはバリエーションがあり、ドッグショーには出場しない犬種である。

## 特徴
コンパクトで引き締まった体つきをしている。脚は細長く、身軽で俊足。耳は立ち耳か半垂れ耳で、尾は垂れ尾だが生まれつき尾が無かったり短かったりする事もあり、稀に断尾される事もある。コートはスムースコートかショートコートで、ロングコートとシャギーコート（むく毛）は認められていない。毛色の制限は無く、全ての色やパターンが認められている。体高25～55cm、体重5～16kgの中型犬で、性格は陽気で明るく従順である。ファイスト種であるため、狩猟時には気が強くなるのが普通である。

## 参考
『デズモンド・モリスの犬種事典』デズモンド・モリス著書、福山英也、大木卓訳 誠文堂新光社、2007年